# Jean de Dietrich (1719-1795)
Pour les articles homonymes, voir Jean de Dietrich.
Jean de Dietrich (né à Strasbourg le 23 novembre 1719 et mort à Strasbourg, le 31 décembre 1794), comte du Ban de la Roche, est un homme d'affaires alsacien.

## Biographie
Appartenant à une famille d'origine huguenote de Lorraine, réfugiée à Strasbourg, il est le fils de Jean-Nicolas Dietrich.
D'abord ammestre, il devient stettmeister après avoir été anobli par Louis XV en 1761 et titré baron du Saint-Empire par François 1er en 1762.
Marié à Amélie Hermanny (1729-1766), il est le père de Jean de Dietrich et de Philippe-Frédéric de Dietrich, et sera l'ancêtre de la famille de Dietrich.
Le château de Reichshoffen fut construit pour lui par Joseph Massol.